# Macuspana
Macuspana es una ciudad en el estado mexicano de Tabasco, cabecera del municipio homónimo, perteneciente a la región del Usumacinta y a la subregión de los Pantanos. 
Está ubicada a 45 km al este de la ciudad de Villahermosa en el margen izquierdo del río Puxcatán, al pie de las estribaciones de la sierra. 
Con una población de 31,435 habitantes, Macuspana es la quinta ciudad más grande e importante del estado, tan solo detrás de Villahermosa (340,060 hab.), Heroica Cárdenas (80,454 hab.), Comalcalco (43,035 hab.) y Tenosique de Pino Suárez (34,946 hab.). Cuenta con un importante movimiento comercial y de servicios derivado principalmente a que registra una intensa actividad petrolera. En sus alrededores, se localizan importantes instalaciones petroleras como el Complejo Procesador de Gas y Petroquímica Básica Ciudad Pemex, así como diversas baterías y campos petroleros como el "Fortuna Nacional", "Tepetitán", "Vernet" y "Sarlat" cuyas primeras chapopoteras fueron descubiertas desde 1860 por el presbítero Manuel Gil y Sáenz.

## Toponimia
El nombre del municipio proviene del vocablo náhuatl Macui-chapana, que significa "lugar de las cinco barreduras o limpiezas".

## Historia
El historiador y naturista José Narciso Rovirosa, en un ensayo sobre los orígenes de Macuspana escrito en 1893, asegura que la fundación de la villa de Macuspana fue el 17 de febrero de 1665, cuando aparece metido en una caja de cedro, una imagen del Señor de la Salud en las confluencias del arroyo Huapinol y el río Puxcatán; el cura de Jalapa dispone la edificación de la ermita del "Señor de la Salud" poblándose los alrededores de esta y dando como resultado la fundación de Macuspana en el sitio actual. 
El 12 de marzo de 1840 las fuerzas federalistas de Fernando Nicolás Maldonado tomaron Macuspana y desconocieron el gobierno del general José Ignacio Gutiérrez en Tabasco.
El 23 de mayo de 1848 por decreto del H. Congreso del Estado, la población de Macuspana es elevada al rango de villa con la denominación de Villa de San Francisco de Macuspana; firmaron el decreto los diputados Marcelino Gutiérrez, Gregorio Payró y Clemente de Sala.
Ese mismo año, Miguel Bruno, encabeza en San Juan Bautista una sublevación contra el gobierno y toma la comandancia militar del estado, que ocupaba Domingo Echegaray. Debido a las serias dificultades surgidas por el control de la comandancia militar de Tabasco la que se negaba a entregar el coronel Miguel Bruno Daza, el 9 de junio de 1848 el gobernador Justo Santa Anna, se traslada a la villa de Macuspana la cual nombra Capital provisional de Tabasco.
El 9 de abril de 1849, nace en la Villa de San Francisco de Macuspana, José Narciso Rovirosa Andrade, quien fuera un gran naturista, científico e historiador, considerado uno de los hombres ilustres de Tabasco.
El Congreso del estado, decretó oficialmente el 4 de enero de 1851, como feria municipal, las fiestas que se realizaban anualmente en la villa de Macuspana entre los días 15 y 16 de mayo.
En marzo de 1868, rebeldes encabezados por Ezequiel Jiménez y Juan Correa son derrotados en la villa de Macuspana por las fuerzas gobiernistas al mando de Pomposo Díaz del Castillo.
En 1930, la cabecera municipal fue elevada a la categoría de ciudad.

## Demografía
Cuenta con 31 435 habitantes lo que representa un decrecimiento promedio de -0.25 % anual en el período 2010-2020 sobre la base de los 32 225 habitantes registrados en el censo anterior. Ocupa una superficie de 6.095 km², lo que determina al año 2020 una densidad de población 5158 hab/km².
| Gráfica de evolución demográfica de Macuspana entre 2000 y 2020   |
|                                                                   |
| Fuente: Instituto Nacional de Estadística Geografía e Informática |

En el año 2010 estaba clasificada como una localidad de grado bajo de vulnerabilidad social.
La población de Macuspana está mayoritariamente alfabetizada (2.33 % de personas analfabetas al año 2020) con un grado de escolarización algo superior a los 10.5 años. El 1.47 % de la población es indígena.

## Economía

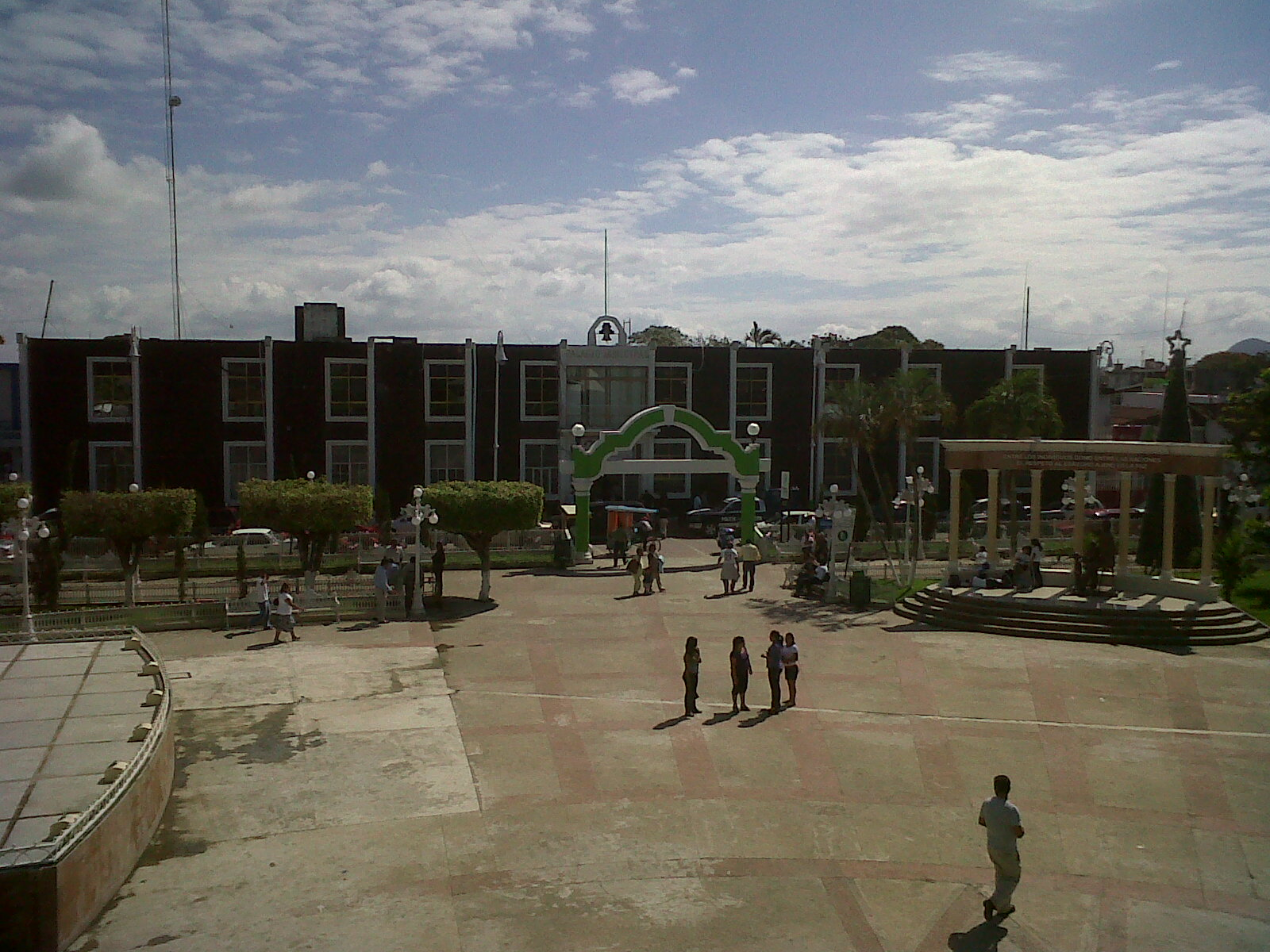
Palacio Municipal de Macuspana

El municipio de Macuspana funda su actividad económica en la extracción de hidrocarburos, en especial el gas natural. La industria petrolera constituye un elemento importante ya que la industria petroquímica del gas figura como uno de los principales empleadores de la economía local. Es el único municipio del estado en el que existe una actividad económica más diversificada, ya que cuenta con pocas pero importantes industrias. En un estado donde la actividad preponderante es la extracción y gestión de los recursos petrolíferos, si bien Macuspana cuenta con la única industria en el estado que forma parte del procesamiento de esta materia prima. También es el único municipio que alberga otra industria que es la cementera y la producción de grava. Es por ello que la trasnacional Suiza, Holcim Apasco, desde los años 80, eligió este lugar en el sureste mexicano para poner la mayor fábrica de cemento Portland en el país. De igual forma la actividad agropecuaria tiene un papel destacado, toda vez que Macuspana destaca a nivel estatal y regional como hogar de una importante producción de ganado bovino, ya que los municipios con mayor actividad ganadera son Balancán, Huimanguillo y Macuspana. Además es un centro de servicios, de comercio y la economía más grande de la región de la sierra y los ríos, siendo un enclave económico de referencia para los municipios de estas regiones de Tabasco y Noreste de Chiapas. Cabe resaltar que la reforma energética y la crisis mundial del petróleo han hecho que los niveles de desempleo y desigualdad aumenten, debido a los recortes. Si bien Tabasco no destaca como un estado altamente industrializado y su economía está ligada a dos rubros (energéticos y petróleo), Macuspana es uno de los municipios con mayor diversidad en su economía.  

### Industria
La economía de la ciudad de Macuspana se basa principalmente la actividad petrolera en la zona. En sus alrededores, se localizan el Complejo Procesador de Gas de "Cd. Pemex", uno de los principales productores de gas natural en México produce aproximadamente 1200 MMPCD, y desde donde parten los gasoductos Cd. Pemex-México-Guadalajara y Cd. Pemex-Mérida; así como varias baterías petroleras y varios campos con cientos de pozos productores de petróleo. 
El hallazgo de gas en Macuspana impulsó la construcción de una planta de absorción en 1958 y un gasoducto en 1960, y ante la demanda de productos derivados del gas natural, seco y líquido, se construyó otra planta de absorción en 1962 (Gobierno del Estado de Tabasco, 2010). 
El descubrimiento de los primeros yacimientos petroleros en Tabasco, en el Municipio de Macuspana, comenzó la explotación petrolífera con los campos de «Fortuna Nacional», «Vernet», «Morelos» y «José Colomo». Esto generó un flujo de mano de obra rural, de otros estados de la república e incluso del exterior. La construcción de Ciudad Pemex y de la planta criogénica junto al complejo petroleoquímico existente, representó la creación de una ciudad planificada, única en el Sureste, levantada en 1970 en Macuspana, dio paso a un incremento importante de la población, la extensión de superficie urbanizada, y las infraestructuras. 
Lo anterior contribuyó al incremento poblacional y económico que el Ferrocarril del Sureste había abonado a los municipios que contaban con esta red de comunicación, dentro de los cuales estaba Huimanguillo, Macuspana, Teapa y Tenosique. Podemos sumar a esto, el hecho en que desde 1948 Macuspana formó parte de la ruta del Circuito del Golfo, que abarca desde el puerto de Veracruz hasta la Península de Yucatán, lo cual mantuvo al municipio dentro de la dinámica económica y fomentó su importancia como uno de los 3 pilares económicos del Estado de Tabasco, junto con los municipios de Cárdenas y Centro. 
A 30 km de la ciudad de Macuspana en el Pob. Buenavista, se localiza el centro de distribución y la planta de cemento Holcim Apasco, la única en el país que fabrica el cemento Clase H, cemento utilizado únicamente en la industria petrolera. Esta planta de cementos da empleo a una gran cantidad de personas en el municipio, además de ser un fuerte impulsor de la economía municipal.
Otra fuente de empleo es el gobierno municipal, también en las cercanías existen varias graveras que extraen el producto de los cerros de Macuspana. Así como también cadenas de autoservicios y comercios locales.

### Comercio

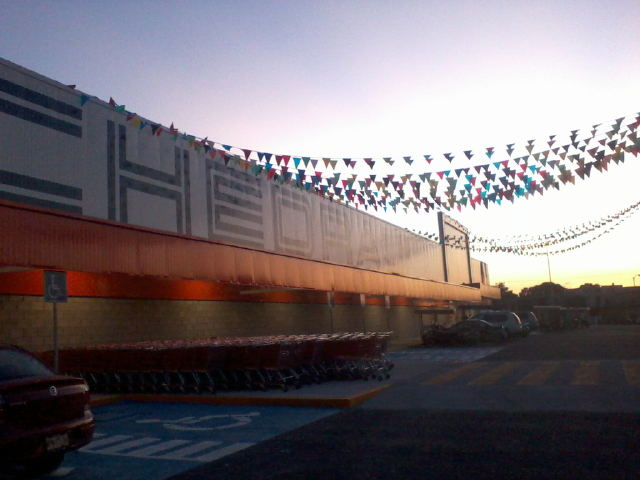
Chedraui Macuspana II

La ciudad de Macuspana cuenta con una gran e intensa actividad comercial, al ser además de la cabecera del municipio, el centro de la actividad petrolera de la zona, por lo que existen diversos comercios como supermercados, tiendas departamentales, papelerías, mercerías, tiendas de materiales de construcción, restaurantes, carnicerías, distribuidoras de refrescos, refaccionarias, farmacias, entre otros. 

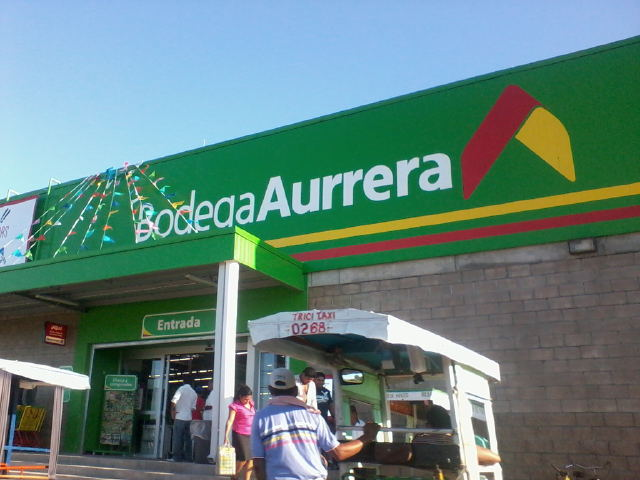
Bodega Aurrera Macuspana

La ciudad se encuentra rodeada de centros urbanos importantes como la Villa Benito Juárez, que se ubica a 11 km con una población de 14 451 hab., Ciudad Pemex a 22 km con 5 822 hab y San Fernando 6 000 hab., todas ellas dentro del municipio de Macuspana; este municipio ha sido un punto clave para las empresas y la inversión privada.

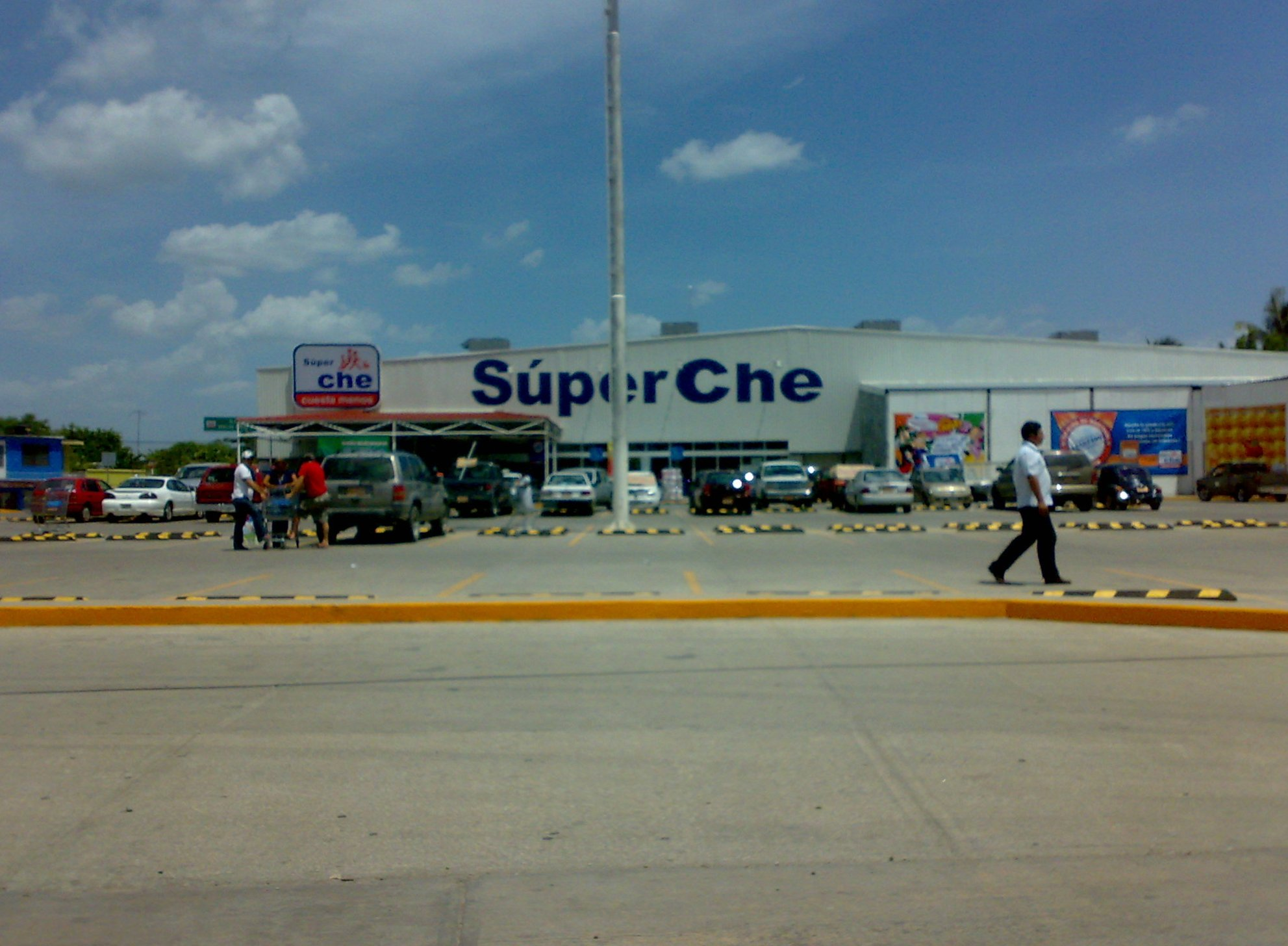
Super Che Macuspana

## Turismo
La ciudad de Macuspana cuenta con algunos puntos de interés, entre los que se encuentran:
- Parque Central: Es el parque principal y más antiguo de la ciudad, remodelado en 2007 por diseño y dirección del Arq. Ignacio Falcón Montejo. Dicho parque cuenta con un teatro al aire libre, híperbola central rodeada de fuentes con iluminación de colores cambiantes, con plantas de ornato y jardín de pinos alrededor, también cuenta con jaulas en las cuales hay aves. Cuenta en sus aceras circundantes con cafeterías y restaurantes, de frente con el palacio municipal.

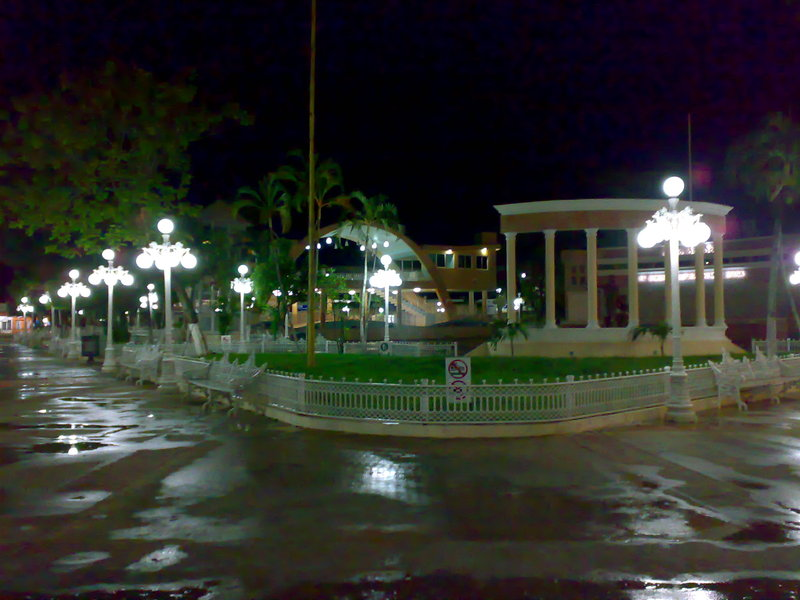
Parque Central

- Centro de la ciudad: En este se encuentran algunas casas antiguas y zonas de interés histórico y cultural.

- Parque de las Madres: Este es un pequeño parque que se ubica en la ciudad, es muy popular ya que se organizan eventos muy importantes y en esta zona hay muchos edificios comerciales, edificios comunitarios e incluso casa antiguas de la ciudad que son de mucho interés histórico y cultural.

- Río Puxcatán: Río el cual está a las orillas del centro de la ciudad de Macuspana, aquí se puede apreciar la flora y fauna que tiene el lugar como lagartos, iguanas, ranas, sapos, patos, pijijes, saraguatos, hicoteas, pochitoques, mojarras, pejelagartos, mangles, cedros, palmeras, palmas y árboles con flores como el macuilí y el framboyán.

- Parroquia de San Isidro Labrador: Esta es la iglesia más antigua e importante de la ciudad la cual se divide en dos partes el templo menor y el templo mayor. En esta iglesia se aprecian pinturas y esculturas religiosas antiguas, se ubica en la calle Ignacio López Rayon esquina con la calle José María Morelos y Pavón en el centro de la ciudad.

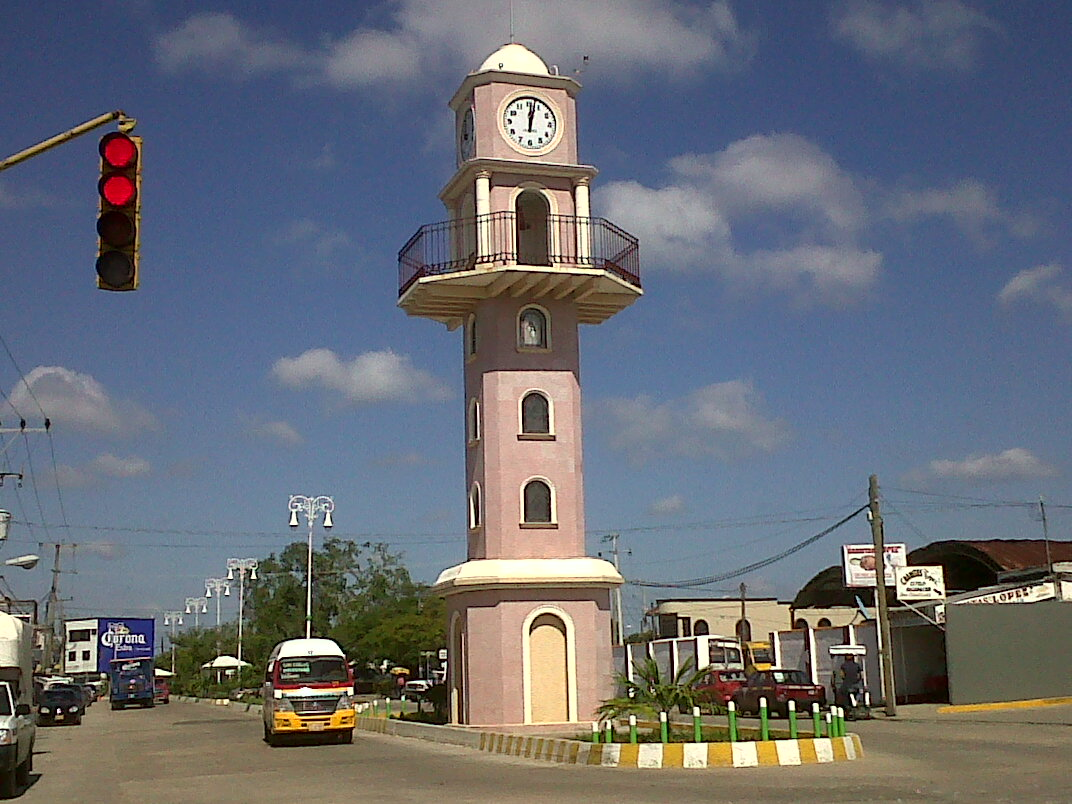
Torre del reloj en el centro de la ciudad

- Reloj de la Ciudad: Es una torre de 20 metros de alto que en su parte más alta tiene un reloj con iluminación permanente. Este reloj fue construido en la ciudad de Macuspana inaugurado en el año 2007 teniendo diseño y dirección del Arq. Ignacio Falcón Montejo, siendo presidente de este municipio el Lic. Freddy Martínez Colomé. La torre de reloj se encuentra situada en el centro de la ciudad, en la avenida Francisco I. Madero, frente al DIF municipal.

- Parque Laguna del Macuco: Contempla la implementación de canchas deportivas, red eléctrica nueva y plantas de ornato.

- Corredor Paseo Carlos Pellicer Camara (Parque Lineal): Espacio habilitado a mediados del 2011 que contempla un corredor de más de 1 km en el cual existen espacios habilitados para desarrollar actividades físicas, un gimnasio, además en el centro de esta se localiza una glorieta con una réplica de la estela maya número 6, además de pantallas led de última generación, fuentes y un reloj de cuenta regresiva el cual culmina el 21 de diciembre de 2012.

### Lugares turísticos cercanos
- Cerro El Tortuguero: Este cerro es uno de los más elevados del estado, allí se localiza el sitio arqueológico de Tortuguero, una antigua ciudad maya, cuyos vestigios han sido destruidos por las compañías de grava que extraen material pétreo del cerro. En los últimos años ha adquirido relevancia mundial, al ser encontrada la llamada "Estela 6" en la que se anuncia el fin de una época el 21 de diciembre de 2012. Dicha estela se encuentra fragmentada en 7 partes, de las cuales 4 se localizan en el Museo Regional de Antropología Carlos Pellicer Cámara de la ciudad de Villahermosa, capital del estado, 2 fragmentos más se encuentran en un museo de la ciudad de Nueva York y uno más se encuentra en poder de un coleccionista privado.

- Agua Blanca: Se localiza a 22 kilómetros de la ciudad de Macuspana, es un Área Natural Protegida y parque ecológico estatal con 2 025 hectáreas de selva, flora y fauna.

- Restaurante y albercas "Fiesta Tabasco": kilómetro 45 Carretera Villahermosa-Macuspana.

## Infraestructura

### Servicios
La ciudad de Macuspana cuenta con una amplia gama de servicios urbanos entre los que sobresalen, servicio de telefonía convencional, red de telefonía celular, televisión por cable y satelital, instituciones bancarias, cajeros automáticos, oficina de correos y telégrafos, hoteles, instituciones de educación superior como el Tecnológico Nacional de México campus Macuspana, colegios privados, parques, plazas y jardines, entre otros.

### Servicios públicos
La ciudad cuenta con todos los servicios públicos, como son alumbrado público, recolección de basura, mantenimiento de parques y jardines, mercado público, panteón municipal, entre otros.

### Infraestructura de salud
La cabecera municipal cuenta con un centro de salud con servicios ampliados (CESSA), ubicado atrás de la Central Camionera, que en total atiende 12 núcleos básicos, con consultas por día de hasta 20 pacientes por núcleo. Existe una alta promoción a la salud. Existe un hospital de segundo nivel, ubicado en el centro de la ciudad, llamado, Hospital Regional, que atiende por turno unas 50 consultas de urgencias por turno, y cuenta con las especialidades de Ginecología y Obstetricia, Medicina Interna, Traumatología y Cirugía General. En Villa Benito Juárez existe un CS (centro de salud) y un hospital de segundo nivel ubicado en la Escalera. Existen además clínicas del IMSS, ISSSTE, y un consultorio periférico de PEMEX, (el hospital de segundo nivel de PEMEX se encuentra en Ciudad Pemex).

## Educación
La ciudad cuenta con todos los niveles educativos, divididos en sectores privados y públicos; preescolar, primaria, secundaria, preparatorias y universidades. Destacando principalmente escuelas particulares como el Tecnológico Nacional de México campus Macuspana en el que se imparten carreras como: Ingeniería en Gestión Empresarial, Ingeniería en Industrias Alimentarias, Ingeniería en Electromecánica, Ingeniería Mecatrónica, Ingeniería Industrial, Ingeniería Civil, Ingeniería Petrolera e Ingeniería en Sistemas Computacionales. Al igual que el Instituto Hidalgo, la Universidad de Macuspana (UM), el CEUNIV, la escuela Carlos A. Romero Deschamps, y próximamente la construcción de un campus de parte de la UJAT.

## Comunicaciones

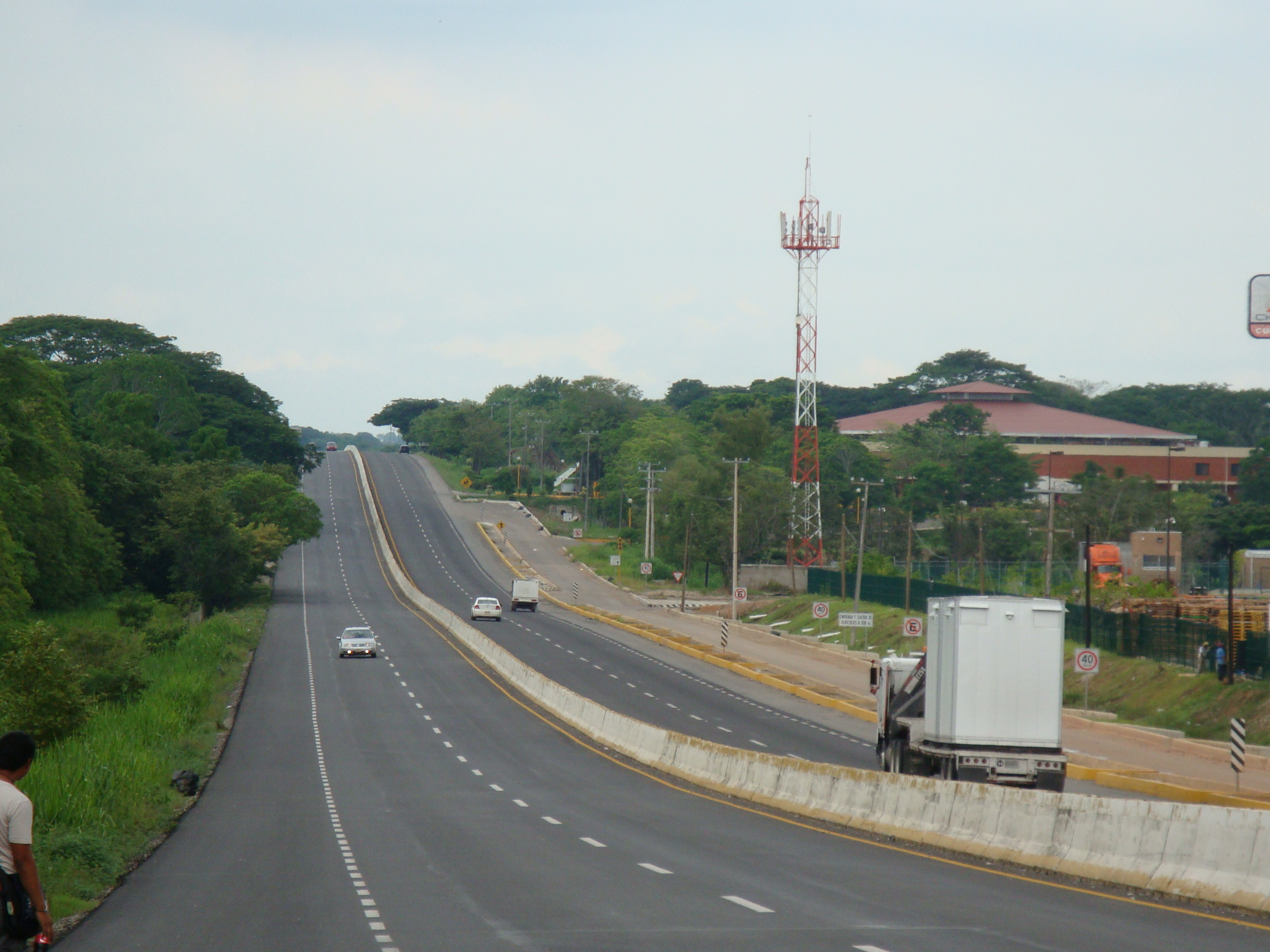
Carretera Villahermosa-Chetumal, tramo autopista de 4 carriles Villahermosa-Macuspana.

- La Ciudad de Macuspana se localiza a 45 km al este de la ciudad de Villahermosa, a través de la carretera federal 186 (Villahermosa-Chetumal), la cual también la comunica con el centro del país y la península de Yucatán.

- La Carretera estatal Macuspana-Belén-Ciudad Pemex-Jonuta, comunica a la ciudad con las poblaciones de Villa Benito Juárez, Ciudad Pemex y Jonuta.

A unos cuantos kilómetros de la ciudad, se localiza la Estación Macuspana, la cual es paso obligado del ferrocarril Coatzacoalcos-Palenque.
A 35 km de Macuspana, se localiza el Aeropuerto Internacional de Villahermosa.

## Personas destacadas
- Andrés Manuel López Obrador (AMLO) - Político y escritor, destacado por ser Presidente de los Estados Unidos Mexicanos (México) del año (2018 - 2024).
- Ricardo Muñoz Zurita - Chef e investigador, conocido también como "El antropólogo de la gastronomía mexicana".